# Jerry Keller
Jerry Keller (Fort Smith, 20 juni 1937) is een Amerikaanse zanger en songwriter.

## Carrière
Op 6-jarige leeftijd verhuisde Keller met zijn familie naar Tulsa, waar hij al tijdens de eerste helft van de jaren 1950 de band The Lads of Note formeerde, die een talentenjacht won, waardoor ze voor een korte periode optredens kregen met de Jack Dalton Band in de midwesten van de Verenigde Staten. Vanaf 1955 werkte Keller bijna een jaar als diskjockey in Tulsa. In 1956 ging hij naar New York om zijn geluk als zanger te beproeven. Hier leerde hij in zijn kerk Pat Boone kennen, die hem een contract met Kapp Records bemiddelde. In 1959 kon hij met zijn eerste single zijn enige hit Here Comes Summer als zanger scoren. De song werd een zomerhit, die de 14e plaats bereikte. 
Reeds in 1961 had hij voor diverse afleveringen van de tv-serie Everglades de muziek geschreven. Als filmcomponist schreef hij de soundtrackmuziek voor I Saw What You Did (1965), Vivre pour vivre (1967), The Shakiest Gun in the West (1968) en Angel in My Pocket (1969).
Tijdens de jaren 1970 en 1980 was hij een van de meest gevraagde zangers voor tv-jingles. Bij de film  trad hij op in een cameorol als orkestleider in You Light Up My Life (1977) en in If I Ever See You Again (1978)
In de zomer van 1970 werd Here Comes Summer opnieuw een hit in het Verenigd Koninkrijk, de single met een coverversie van The Dave Clark Five klom in juli 1970 naar een 44e plaats.

## Betrokkenheid bij hitsongs
- Almost There, 67e plaats voor Andy Williams (geschreven met Gloria Shayne; uit de film  I'd Rather Be Rich, 1964)
- Turn Down Day, 16e plaats voor The Cyrkle (met Dave Blume, 1966)
- How Does It Go? voor Ricky Nelson (met Jay Goodis, 1965)
- A Man and a Woman: voor Francis Lais titelsong van de film Un homme et une femme schreef hij de Engelse tekst; als A Man and a Woman werd de song opgenomen door artiesten als Matt Monro, Ella Fitzgerald, Engelbert Humperdinck, Johnny Mathis en José Feliciano.

- Biblioteca Nacional de España: XX986241
- Bibliothèque nationale de France: cb142418699 (data)
- Gemeinsame Normdatei: 134424239
- International Standard Name Identifier: 0000 0001 1874 9771
- Library of Congress Control Number: n94075226
- MusicBrainz: 03d994d5-c5a4-4841-90ba-d5898526e7c1
- Nationale Bibliotheek van Israël: 987007396618605171
- Virtual International Authority File: 37128522
- WorldCat: E39PBJrChjH4JBbxQpv3Pprcyd